# Smedenkapel
De Smedenkapel in Brugge was een aanzienlijke kapel, met gildehuis en godshuizen, behorende aan het ambacht van de smeden. De gilde en de kapel gaven hun naam aan de Smedenstraat en de Smedenpoort.

## Geschiedenis
Op de plek van de kapel bevond zich in de jaren elfhonderd een hospitium of passantenhuis voor pelgrims en arme reizigers, gelegen bij de inkom van de stad aan de Smedenpoort.
In 1352 werd het bouwwerk, dat aan de stad behoorde, afgestaan aan de  nering van de smeden. In 1354 bouwde men een nieuwe kapel, naast de bestaande gebouwen die stilaan werden uitgebreid tot ze elf godshuizen bevatten, ter beschikking van hulpbehoevende of bejaarde leden van de nering.
In de vijftiende eeuw werd een grote kapel gebouwd, als verbouwing van de oorspronkelijke. Ze deed dienst tijdens de volgende eeuwen.
In 1783 verkocht de verarmde gilde zijn godshuizen om schulden te delgen. In 1798 werd de kapel als nationaal goed verkocht en diende voortaan voor allerlei profane doeleinden, zoals stalling of bergingsplaats.
In 1927 werd de kapel, met de aanpalende gebouwen, als landschap van de derde categorie beschermd. In 1928 werd er een garage in geïnstalleerd. De wet van 1931 op de bescherming van monumenten maakte de bescherming ongedaan en werd, ondanks verschillende voorstellen, niet meer hernomen. Onderhandelingen in 1935 vanwege de stad om het gebouw aan te kopen, mislukten.
Vanaf 1952 diende de eigenaar verschillende ontwerpen in om het gebouw te slopen en een nieuwe garage met appartementen er bovenop te bouwen. De ontwerpen werden telkens verworpen. Voorstellen om de kapel als monument te beschermen werden niet gerealiseerd.
In 1961 besliste het stadsbestuur zelf initiatief te nemen en de verwaarloosde kapel te herstellen, op kosten van de eigenaar. Deze liet een bulldozer aanrukken en tijdens een nachtelijke operatie liet hij een deel van de kapel instorten. Interpellaties hierover in de gemeenteraad, onder meer van Achiel Van Acker, waarbij op herstelling werd aangedrongen, hadden geen gevolg.
Het stadsbestuur legde zich bij de geschapen toestand neer en zag af van verdere beschermingspogingen. Er werd toelating tot sloping verleend. In de plaats kwam een appartementsgebouw, met een garage op de gelijkvloers. Het gebouw nam, wat hoogte en dakvorm betreft, min of meer de volumes over van de kapel, maar was er, met zijn neoarchitectuur en gebruikte materialen, in feite een aanfluiting van. Vooral het portaal dat toegang gaf tot de kapel werd op welhaast karikaturale wijze nagebootst. Het geheel had ongeveer niets meer te maken met het origineel. 
Deze verdwijning, samen met andere slopingen in de stad, werd bij delen van de Brugse bevolking zeer negatief beoordeeld en gaf onder meer aanleiding tot de stichting van de vzw Marcus Gerards, die zich wilde inzetten voor een eerbiediger behandeling van het merkwaardig onroerend erfgoed in Brugge.